# Wesleyville
Wesleyville es un borough ubicado en el condado de Erie en el estado estadounidense de Pensilvania. 

## Geografía
Wesleyville se encuentra ubicado en las coordenadas 42°8′13″N 80°0′45″O / 42.13694, -80.01250 

## Demografía
En el año 2000 tenía una población de 3617 habitantes y una densidad poblacional de 2,612 personas por km².Según la Oficina del Censo en 2000 los ingresos medios por hogar en la localidad eran de $33,144 y los ingresos medios por familia eran $42,694. Los hombres tenían unos ingresos medios de $32,000 frente a los $23,971 para las mujeres. La renta per cápita para la localidad era de $15,644. Alrededor del 11.8% de la población estaba por debajo del umbral de pobreza.
Según el censo del año 2020, tiene 3222 habitantes, un ingreso medio por hogar de $44,417 y una tasa de empleo del 60,3%.